# Kwasizabantu
 (mai 2025).
Kwasizabantu (Mot Zoulou qui signifie "Lieu, où on aide les gens" en réalité Mission Kwasizabantu) est le nom du lieu d'une communauté missionnaire évangélique, fondée dans sa forme actuelle, en 1970, dans l'ancienne province du Natal, en Afrique du Sud, dans le but de diffuser les principes de la foi chrétienne (L'Evangile). Le message de la Mission Kwasizabantu est fondé sur la Bible. 
Le site Kwasizabantu a été reconnu comme une localité officielle. Il est situé dans le district d'Umzinyathi dans la municipalité d'Umvoti.

## Historique
En 1966, après 12 années comme évangéliste parmi les Zoulous, le Pasteur Erlo Stegen et sa petite congrégation sont arrivés au constat suivant : Quelque chose ne fonctionne pas avec le christianisme.
Ils ont alors recherché dans la Bible, la réponse à ce constat et retrouver ce qui avait fait la force de l'Eglise primitive..
La Mission Kwasizabantu est aujourd'hui une mission chrétienne internationale, elle est la conséquence d'un réveil spirituel, en 1966, parmi le peuple noir Zoulou d'Afrique du Sud.
Elle est présente dans de nombreux pays. 
Lors de la dernière Pastorale du 3 au 5 mars 2025, sur le site principale en Afrique du Sud, plus de 2.000 pasteurs, représentant les 5 continents, étaient présents.
La « Mission Kwasizabantu » ou « KSB » est fondée en 1966 en Afrique du Sud par Erlo Stegen. 

## Réalisations
La Mission Kwasizabantu a célébré les 70 ans de son fondateur. Le 11 décembre 2022, la Mission KwaSizabantu a célébré les 70 ans de ministère de son fondateur, le révérend Erlo Stegen. Plus de 10 000 personnes ont assisté à cette célébration de reconnaissance. Parmi les invités, le Prince Zoulou Mangosuthu Buthelezi, qui a, dans son discours affirmé: "L’histoire d’Erlo Stegen est une source d’inspiration pour des millions de chrétiens dans le monde entier. Il est un exemple de ce que Dieu peut faire à travers un homme qui lui obéit. Il a étendu l’œuvre de Dieu à tous les continents du globe".

## Implantation
La mission, originaire d’Afrique du Sud, est aussi présente au Paraguay et en Europe, notamment en Russie, en Allemagne, en Roumanie et en Suisse,.
Jusqu’en 2019, la Mission Kwasizabantu comptait également des lieux de rencontres chrétiennes et des adhérents en France, en Belgique, aux Pays-Bas, en Hongrie, en Grèce, aux États-Unis et en Australie.
Elle est aujourd'hui présente dans plusieurs pays. Le mouvement est soupçonnée, dans quelques pays, de dérives sectaires en raisons d'allégations de divers abus (financiers, physiques, sexuels, psychologiques, spirituels, etc…).

### Afrique du Sud
En 1995, le quotidien Le Monde mentionne la proximité entre Kwasizabantu et un mouvement ultra-conservateur sud-africain, Chrétiens pour la vérité (Christians for Truth). Ce dernier a pour objectif de neutraliser l'influence des Églises et autres mouvements anti-apartheid comme le Conseil des Églises d'Afrique du Sud.
En septembre 2020, le site d'actualité sud-africain News24 publie une enquête alléguant que Kwasizabantu est une secte avec différents abus de la part de ses membres, y compris des viols,.

### France
Kwasizabantu était implantée en France, en particulier avec l'École protestante du Cèdre dans la Drôme, mais aussi en Alsace, vers Montbéliard, Annecy et en région parisienne.
Dans un courrier du 23 novembre 2020, le président de l'Ecole Protestante du Cèdre, explique l'indépendance de son école avec la Mission Kwasizabantu.
Aujourd’hui, les assemblées de Montbéliard et Annecy ont été dissoutes, celle des Yvelines est indépendante et de petite taille, et celle de Bobigny a rejoint une union baptiste, l’Alliance des Églises évangéliques interdépendantes (AEEI).

### Suisse
En 2019, la congrégation de Kaltbrunn dans le canton de Saint-Gall se sépare de la mission mère sud-africaine Kwasizabantu. La paroisse et l’école associées à la mission ont alors changé de nom,.
En 2021, en Suisse, une enquête du média Zürichsee-Zeitung (en) révèle des abus psychiques, physiques et religieux au sein de l'école Hof Oberkirch de Kaltbrunn. Parmi les 373 anciens élèves contactés, 58 ont signalé divers abus. Ainsi sont révélées plusieurs agressions sexuelles, entre 2002 et 2010, par un enseignant sur un élève. L'enquête détermine qu'il s'agit d'abus systémiques. En juillet 2022, la direction de l'école affirme que les responsables de ces abus ont démissionné. Zürichsee-Zeitung publie, en décembre 2022, des extraits du rapport. Des agressions sexuelles et physiques étaient cautionnées par des interprétations religieuses.